# NodeMCU

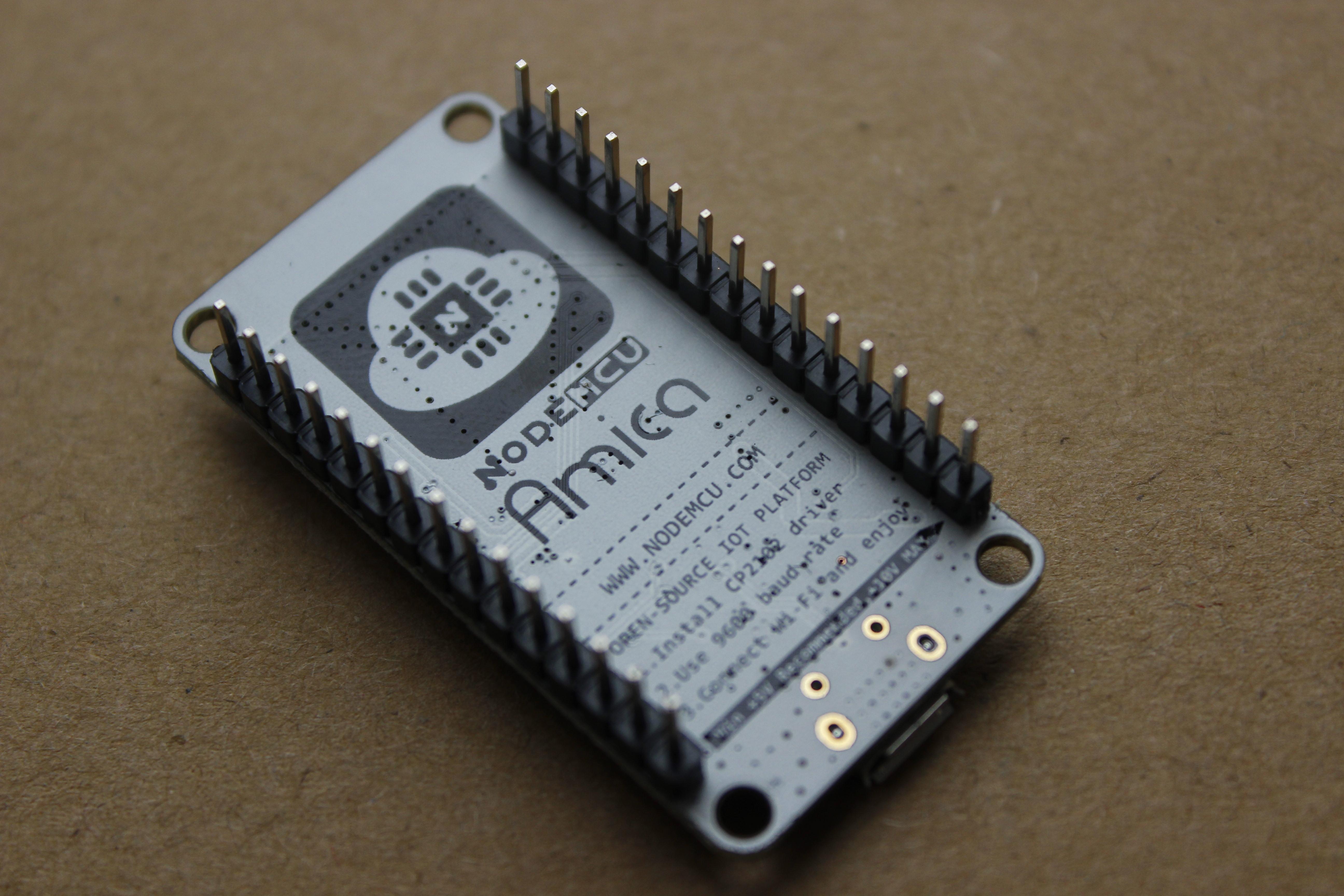
NodeMCU DEVKIT 1.0 sotto

NodeMCU è una piattaforma open source sviluppata specificatamente per l'IoT. Essa include un firmware che funziona tramite il modulo Wi-Fi SoC ESP8266 e hardware con la base del modulo ESP-12 ed è programmabile in Lua.

## Storia
Il progetto NodeMCU inizia nell'ottobre 2014 poco dopo l'uscita del modulo ESP8266 della Espressif Systems, quando Hong rilascia i primi file del futuro firmware di NodeMCU su GitHub. Due mesi dopo, il progetto si espanse includendo una piattaforma hardware libera sviluppata da Huang R rilasciata con estensione Gerber denominata "Devkit v0.9".
Nello stesso mese, Tuan PM porta la libreria client MQTT da Contiki alla piattaforma ESP8266 SoC e lo adattò al progetto NodeMCU. Così facendo NodeMCU fu in grado di supportare il protocollo MQTT IoT, usando Lua per accedere al broker MQTT.
Un altro avanzamento importante fu effettuato nel gennaio 2015, quando Arnim Läuger portò la libreria "u8glib" su  NodeMCU, dando la possibilità alla scheda di gestire display LCD, OLED, e anche display VGA.
Nell'estate 2015 i creatori hanno abbandonato lo sviluppo del firmware ma un gruppo di creatori indipendenti continua a portare avanti il progetto. Nel 2016 NodeMCU includeva più di 40 moduli diversi. Tuttavia gli utenti, a causa di insufficienza di risorse della scheda, sono costretti a costruire firmware personalizzati che utilizzino solo i moduli necessari per il loro progetto.

## Esempi di codice
È possibile trovare sul sito ufficiale di NodeMCU una serie di esempi. Oltre questi la Documentazione di NodeMCU offre piccoli esempi delle funzionalità e dei moduli.

### Connessione ad un Access Point
```
print
(
wifi
.
sta
.
getip
())

--nil, il nodemcu non è collegato a nessun access point

wifi
.
setmode
(
wifi
.
STATION
)

wifi
.
sta
.
config
(
"SSID"
,
"password"
)

-- wifi.sta.connect() non è più necessario in quanto wifi.sta.config autoconnette il nodemcu all'ap.

tmr
.
create
():
alarm
(
1000
,
 
1
,
 
function
(
cb_timer
)

  
if
 
wifi
.
sta
.
getip
()
 
==
 
nil
 
then

    
print
(
"Connessione..."
)

  
else

    
cb_timer
:
unregister
()

    
print
(
"Connesso, l'IP è :  "
..
wifi
.
sta
.
getip
())

  
end

end
)

```

### Controllo di una porta GPIO
```
ledPin
 
=
 
1

swPin
 
=
 
2

gpio
.
mode
(
ledPin
,
gpio
.
OUTPUT
)

gpio
.
write
(
ledPin
,
gpio
.
HIGH
)

gpio
.
mode
(
swPin
,
gpio
.
INPUT
)

print
(
gpio
.
read
(
swPin
))

```

### Richiesta HTTP
```
conn
 
=
 
net
.
createConnection
(
net
.
TCP
,
 
0
)

conn
:
on
(
"receive"
,
 
function
(
sck
,
 
payload
)
 
print
(
payload
)
 
end
)

conn
:
on
(
"connection"
,
 
function
(
sck
)

  
sck
:
send
(
"GET / HTTP/1.1
\r\n
Host: nodemcu.com
\r\n
"

          
..
 
"Connection: keep-alive
\r\n
Accept: */*
\r\n\r\n
"
)

end
)

conn
:
connect
(
80
,
 
"nodemcu.com"
)

```

Si può fare lo stesso usando il  modulo HTTP :
```
http
.
get
(
"http://nodemcu.com"
,
 
nil
,
 
function
(
code
,
 
data
)

    
if
 
(
code
 
<
 
0
)
 
then

      
print
(
"Richiesta HTTP fallita"
)

    
else

      
print
(
code
,
 
data
)

    
end

  
end
)

```

### Connessione a un client MQTT
```
-- init mqtt client with keepalive timer 120sec

m
 
=
 
mqtt
.
Client
(
"clientid"
,
 
120
,
 
"user"
,
 
"password"
)

-- setup Last Will and Testament (optional)

-- Broker will publish a message with qos = 0, retain = 0, data = "offline"

-- to topic "/lwt" if client don't send keepalive packet

m
:
lwt
(
"/lwt"
,
 
"offline"
,
 
0
,
 
0
)

m
:
on
(
"connect"
,
 
function
(
con
)
 
print
 
(
"connected"
)
 
end
)

m
:
on
(
"offline"
,
 
function
(
con
)
 
print
 
(
"offline"
)
 
end
)

-- on publish message receive event

m
:
on
(
"message"
,
 
function
(
conn
,
 
topic
,
 
data
)

  
print
(
topic
 
..
 
":"
 
)

  
if
 
data
 
~=
 
nil
 
then

    
print
(
data
)

  
end

end
)

-- for secure: m:connect("192.168.11.118", 1880, 1)

m
:
connect
(
"192.168.11.118"
,
 
1880
,
 
0
,
 
function
(
conn
)
 
print
(
"connected"
)
 
end
)

-- subscribe topic with qos = 0

m
:
subscribe
(
"/topic"
,
0
,
 
function
(
conn
)
 
print
(
"subscribe success"
)
 
end
)

-- or subscribe multiple topic (topic/0, qos = 0; topic/1, qos = 1; topic2 , qos = 2)

-- m:subscribe({["topic/0"]=0,["topic/1"]=1,topic2=2}, function(conn) print("subscribe success") end)

-- publish a message with data = hello, QoS = 0, retain = 0

m
:
publish
(
"/topic"
,
"hello"
,
0
,
0
,
 
function
(
conn
)
 
print
(
"sent"
)
 
end
)

m
:
close
();

-- you can call m:connect again

```

### UDP client e server
```
-- un server udp

s
=
net
.
createServer
(
net
.
UDP
)

s
:
on
(
"receive"
,
function
(
s
,
c
)
 
print
(
c
)
 
end
)

s
:
listen
(
5683
)

-- un client udp

cu
=
net
.
createConnection
(
net
.
UDP
)

cu
:
on
(
"receive"
,
function
(
cu
,
c
)
 
print
(
c
)
 
end
)

cu
:
connect
(
5683
,
"192.168.18.101"
)

cu
:
send
(
"hello"
)

```